# Qualificazioni al campionato europeo maschile under 21 di calcio 2017 - Gruppo 7

## Classifica
| Squadra     | P.ti | G  | V  | N | P | F  | S  | DR  |
| ----------- | ---- | -- | -- | - | - | -- | -- | --- |
| Germania    | 30   | 10 | 10 | 0 | 0 | 35 | 8  | +27 |
| Austria     | 22   | 10 | 7  | 1 | 2 | 22 | 12 | +10 |
| Finlandia   | 14   | 10 | 4  | 2 | 4 | 13 | 10 | +3  |
| Azerbaigian | 9    | 10 | 2  | 3 | 5 | 8  | 19 | -11 |
| Russia      | 9    | 10 | 2  | 3 | 5 | 15 | 19 | -4  |
| Fær Øer     | 1    | 10 | 0  | 1 | 9 | 3  | 28 | -25 |

## Risultati
| Arbitro: | Roomer Tarajev |

|  |           |             |
|  | Marcatori | 81’ Salahlı |

| Arbitro: | Denis Scherbakov |

|  |           |                             |
|  | Marcatori | 14’, 45’ (rig.) Gregoritsch |

| Arbitro: | Peter Kralović |

|                     |           |  |
| Lassas 17’ Mero 36’ | Marcatori |  |

| Arbitro: | Alexandre Boucaut |

|  |           |                                     |
|  | Marcatori | 33’, 90+3’ Selke 88’ (rig.) Kimmich |

| Arbitro: | Serdar Gözübüyük |

|                                           |           |                                     |
| Gregoritsch 9’ Schaub 21’ Schöpf 53’, 79’ | Marcatori | 33’, 64’ (rig.) Şeydayev 49’ Tašaev |

| Arbitro: | Alexandru Tean |

|                                |           |  |
| Yaghoubi 24’ (rig.) Skrabb 31’ | Marcatori |  |

| Arbitro: | Gunnar Jarl Jónsson |

|                                                                                          |           |  |
| Grillitsch 45+1’ Gregoritsch 49’ (rig.) Friesenbichler 60’ Schöpf 75’ Wydra 90+5’ (rig.) | Marcatori |  |

| Arbitro: | Kristo Tohver |

|                                       |           |  |
| Sané 13’, 90+1’ Selke 16’ Kimmich 27’ | Marcatori |  |

| Arbitro: | Milan Ilić |

|  |           |            |
|  | Marcatori | 80’ Lassas |

| Arbitro: | Sascha Amhof |

|  |           |                                                         |
|  | Marcatori | 8’, 40’ Meyer 13’ Arnold 45+2’ Süle 73’ Sané 75’ Gnabry |

| Arbitro: | Aleksandrs Anufrijevs |

|                           |           |  |
| Şeydayev 54’ Panjukov 77’ | Marcatori |  |

| Arbitro: | Tsvetan Krastev |

|                            |           |            |
| Werner 37’, 63’ Arnold 43’ | Marcatori | 3O’ İsayev |

| Arbitro: | Bojan Pandžić |

|                                      |           |  |
| Gregoritsch 77’ Friesenbichler 90+1’ | Marcatori |  |

| Arbitro: | Eitan Shmuelevitz |

|                                       |           |  |
| Behnke 11’, 39’ Abdullayev 69’ (rig.) | Marcatori |  |

| Arbitro: | Alejandro Hernández |

|                                           |           |                        |
| Meyer 39’ Goretzka 42’ Selke 50’ Sané 76’ | Marcatori | 21’ (rig.) Gregoritsch |

| Arbitro: | Tomasz Musiał |

|                      |           |                          |
| Zuev 51’ Barinov 56’ | Marcatori | 46’ Madatov 59’ Məmmədov |

| Arbitro: | Peter Kralović |

|                                                           |           |                 |
| Sané 17’ Nattestad 59’ (aut.) Meyer 63’ (rig.) Brandt 74’ | Marcatori | 43’ Bogason Dam |

| Arbitro: | Laurent Kopriwa |

|             |           |  |
| Sallahi 28’ | Marcatori |  |

| Arbitro: | Charalambos Kalogeropoulos |

|  |           |                     |
|  | Marcatori | 11’ Selke 79’ Meyer |

| Arbitro: | Johnny Casanova |

|                |           |                                                                              |
| Edmundsson 35’ | Marcatori | 18’ Thuominen 38’ Lassas 42’ O'Shaughnessy 45’, 73’ Hambo 90+2’ (aut.) Olsen |

| Arbitro: | Donatas Rumšas |

|  |           |                                     |
|  | Marcatori | 8’ Komličenko 30’ Karpov 43’ Evseev |

| Arbitro: | Anatoliy Abdula |

|  |           |               |
|  | Marcatori | 90+1’ Dovedan |

| Arbitro: | Arnold Hunter |

|          |           |               |
| Zuev 33’ | Marcatori | 55’ Jakupovic |

| Arbitro: | Dumitri Muntean |

|            |           |             |
| Emreli 88’ | Marcatori | 40’ Jónsson |

| Arbitro: | Benoît Millot |

|  |           |                     |
|  | Marcatori | 41’ (aut.) Väisänen |

| Arbitro: | Svein-Erik Edvartsen |

|  |           |                   |
|  | Marcatori | 44’ Schoissengeyr |

| Arbitro: | Frank Schneider |

|                                             |           |                                        |
| Arnold 12’, 57’ (rig.) Gnabry 34’ Selke 36’ | Marcatori | 35’ Lyscov 45’ Evseev 60’ Bezdenežnych |

| Helsinki 7 ottobre 2016 | Finlandia        | 0 – 0 referto | Azerbaigian | Töölo Football Stadion\| Arbitro: \| Peter Kjærsgaard \| |
| Arbitro:                | Peter Kjærsgaard |               |             |                                                          |

| Arbitro: | Alan Mario Sant |

|             |           |              |
| Palienko 3’ | Marcatori | 64’ Viitikko |

| Arbitro: | Adrien Jaccottet |

|              |           |                                                      |
| Lienhart 86’ | Marcatori | 12’ Arnold 52’ Öztunalı 58’ Selke 78’ (rig.) Haberer |